# Club Deportivo Olimpia
Maillots
Le Club Deportivo Olimpia, appelé plus simplement CD Olimpia est un club hondurien de football basé dans la ville de Tegucigalpa, capitale du pays. 
Le club joue à domicile au stade national de Tegucigalpa. Olimpia est considéré comme le plus grand club du Honduras grâce à ses 35 titres de champions, ses trois Coupes des champions de la zone UNCAF et surtout ses deux Coupe des champions de la CONCACAF aujourd'hui renommée en Ligue des champions de la CONCACAF .

## Histoire du club
Depuis sa fondation, le Club Deportivo Olimpia est représenté par un lion, symbole de suprématie et domination, qui inspire le respect des autres clubs. Il domine historiquement les statistiques du Championnat de football au Honduras.
Le CD Olimpia est aussi le plus ancien club de football du pays. Il a été fondé le 12 juin 1912 par Héctor Pineda Ugarte, Carlos Bram, Arturo Bram, Enrique Buik, Santiago Buik, Miguel Sanchez, Samuel Inestrosa Gómez et Ramón Field.
Olimpia a remporté son premier titre national en septembre 1928. À cette époque, Olimpia réussit à l'emporter dans une dernière série de trois matches face au CD Marathón dans le Nord. Après cette issue, une grande rivalité naît entre ces deux équipes, rivalité connue sous le nom de "Clásico Nacional", qui perdure dans le temps puisque ces deux équipes luttent très souvent pour le titre de champion.

## Palmarès
| Compétitions nationales | Compétitions internationales |
| - Championnat du Honduras de football (36) (A) : Apertura ou Tournoi d'ouverture ; (C) : Clausura ou Tournoi de clôture - - Champion : 1967, 1968, 1970, 1972, 1977, 1982, 1984, 1986, 1987, 1989, 1993, 1996, 1997, 1999 (C), 2000 (A), 2002 (A), 2004 (C), 2005 (C), 2005 (A), 2006 (C), 2008 (C), 2009 (C), 2010 (C), 2011 (A), 2012 (C), 2012 (A), 2013 (C), 2014 (C), 2015 (C), 2016 (C), 2019 (A), 2020 (A), 2021 (C), 2021 (A), 2022 (A), 2023 (C) - Coupe du Honduras de football (3) - Vainqueur : 1996, 1999, 2015 - Finaliste : 1998 - Supercoupe du Honduras de football (1) - Vainqueur : 1997 | - Coupe des champions de la CONCACAF (2) - Vainqueur : 1972, 1988 - Finaliste : 1985, 2000 - Copa Interclubes UNCAF (3) - Vainqueur : 1981, 1999, 2000 - Finaliste : 2005, 2006 - Ligue de la CONCACAF (2) - Vainqueur : 2017 et 2022 |

## Joueurs emblematiques
- Wilfredo Barahona (en)
- Alex Pineda Chacón
- Maynor Figueroa
- Israel Fonseca (es)
- Óscar Boniek García
- Wilson Palacios
- Roger Rojas
- Danilo Turcios
- Jorge Urquía (es)
- Noel Valladares
- Wilmer Velasquez

## Entraîneurs
| période                         | Entraîneur           | Pays | Date de naissance |
| ------------------------------- | -------------------- | ---- | ----------------- |
| 1er juillet 2013 - 30 juin 2014 | Juan Carlos Espinoza |      | 24 août 1958      |
| 1er juillet 2011 - 30 juin 2013 | Danilo Tosello       |      | 27 mars 1969      |
| 1er janvier 2010 - 30 juin 2011 | Carlos Restrepo      |      | 5 mars 1961       |